# Persicaria stagnina
Persicaria stagnina är en slideväxtart som först beskrevs av Buch.-ham. och Meissn., och fick sitt nu gällande namn av M.A. Hassan. Persicaria stagnina ingår i släktet pilörter, och familjen slideväxter. Inga underarter finns listade i Catalogue of Life.